# Clint Eastwood
Clinton Eastwood, Jr. (sinh ngày 31 tháng 5 năm 1930) là một diễn viên, đạo diễn, nhà sản xuất và nhà soạn nhạc phim người Mỹ. Trong sự nghiệp của mình, Eastwood đã giành được 4 giải Oscar - 2 lần cho giải đạo diễn xuất sắc nhất và 2 lần cho giải phim hay nhất. Ông giành được giải tưởng niệm The Irving G. Thalberg năm 1995.
Với tư cách là đạo diễn, các bộ phim gần đây của ông như Letters from Iwo Jima và Million Dollar Baby, hay các bộ phim trước đó như High Plains Drifter và The Outlaw Josey Wales, đều nhận được đánh giá cao từ giới phê bình. Với tư cách là một diễn viên, ông nổi tiếng trong vai các nhân vật cá tính, mạnh mẽ. Đặc biệt là các vai diễn trong các bộ phim cao bồi như Thiện, ác, tà của đạo diễn Sergio Leone hay vai Harry Callahan trong loạt phim Dirty Harry.

## Phim sử
Những bộ phim mà Clint Eastwood đã tham gia diễn xuất hoặc chỉ đạo diễn xuất gồm có:

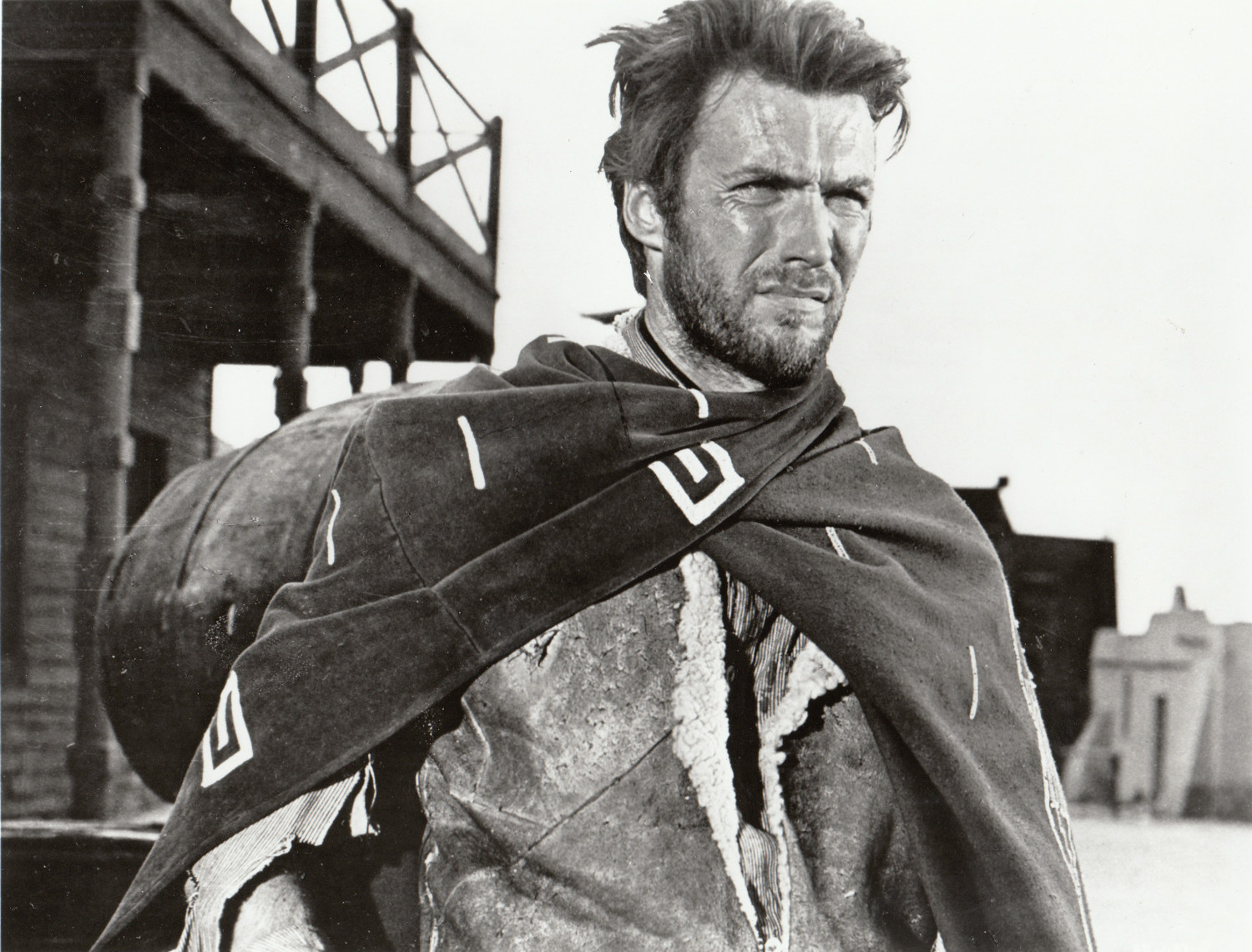
Clint Eastwood trong phim Một nắm đô la

| Năm  | Tên phim                                | Vai diễn                                                         |
| ---- | --------------------------------------- | ---------------------------------------------------------------- |
| 1955 | Revenge of the Creature                 | Lab Technician (uncredited)                                      |
| 1955 | Francis in the Navy                     | Jonesey                                                          |
| 1955 | Lady Godiva                             | First Saxon (uncredited)                                         |
| 1955 | Tarantula                               | Jet Squadron Leader (uncredited)                                 |
| 1956 | Never Say Goodbye                       | Will (uncredited)                                                |
| 1956 | Star in the Dust                        | Tom (ranch hand; uncredited)                                     |
| 1956 | Away All Boats                          | Marine (Medic; uncredited)                                       |
| 1956 | The First Traveling Saleslady           | Lieutenant Jack Rice, Roughrider                                 |
| 1957 | Escapade in Japan                       | Dumbo Pilot (uncredited)                                         |
| 1958 | Lafayette Escadrille                    | George Moseley                                                   |
| 1958 | Ambush at Cimarron Pass                 | Keith Williams                                                   |
| 1959 | Rawhide (TV)                            | Rowdy Yates (1959-1966)                                          |
| 1964 | A Fistful Of Dollars                    | Joe (The Man with No Name)                                       |
| 1965 | For a Few Dollars More                  | Manco (The Man with No Name)                                     |
| 1966 | The Good, the Bad and the Ugly          | Blondie (The Man with No Name)                                   |
| 1967 | The Witches                             | Charlie (segment "Una sera come le altre")                       |
| 1968 | Hang 'Em High                           | Marshal Jed Cooper                                               |
| 1968 | Coogan's Bluff                          | Deputy Sheriff Walt Coogan                                       |
| 1968 | Where Eagles Dare                       | Lieutenant Morris Schaffer                                       |
| 1969 | Paint Your Wagon                        | Sylvester 'Pardner' Newel                                        |
| 1970 | Two Mules for Sister Sara               | Hogan                                                            |
| 1970 | Kelly's Heroes                          | Private Kelly                                                    |
| 1971 | The Beguiled                            | Cpl. John McBurney                                               |
| 1971 | Play Misty for Me                       | David 'Dave' Garver (also directed)                              |
| 1971 | Dirty Harry                             | Inspector 'Dirty' Harry Callahan                                 |
| 1972 | Joe Kidd                                | Joe Kidd                                                         |
| 1973 | High Plains Drifter                     | The Stranger (also directed)                                     |
| 1973 | Magnum Force                            | Harry Callahan                                                   |
| 1973 | Breezy                                  | Director                                                         |
| 1974 | Thunderbolt and Lightfoot               | Thunderbolt                                                      |
| 1975 | The Eiger Sanction                      | Dr. Jonathan Hemlock (also directed)                             |
| 1976 | The Outlaw Josey Wales                  | Josey Wales (also directed)                                      |
| 1976 | The Enforcer                            | Harry Callahan                                                   |
| 1977 | The Gauntlet                            | Ben Shockley (also directed)                                     |
| 1978 | Every Which Way But Loose               | Philo Beddoe                                                     |
| 1979 | Escape from Alcatraz                    | Frank Morris                                                     |
| 1980 | Bronco Billy                            | Bronco Billy McCoy (also directed)                               |
| 1980 | Any Which Way You Can                   | Philo Beddoe                                                     |
| 1982 | Firefox                                 | Mitchell Gant (also directed and produced)                       |
| 1982 | Honkytonk Man                           | Red Stovall (also directed and produced)                         |
| 1983 | Sudden Impact                           | Harry Callahan (also directed and produced)                      |
| 1984 | Tightrope                               | Wes Block (also produced)                                        |
| 1984 | City Heat                               | Lieutenant Speer                                                 |
| 1985 | Pale Rider                              | Preacher (also directed and produced)                            |
| 1986 | Heartbreak Ridge                        | Gunnery Sergent Tom 'Gunny' Highway (also directed and produced) |
| 1988 | The Dead Pool                           | Harry Callahan                                                   |
| 1988 | Bird                                    | Director and producer                                            |
| 1989 | Thelonious Monk: Straight, No Chaser    | Executive producer                                               |
| 1989 | Pink Cadillac                           | Tommy Nowak                                                      |
| 1990 | White Hunter Black Heart                | John Wilson (also directed and produced)                         |
| 1990 | The Rookie                              | Nick Pulovski (also directed)                                    |
| 1992 | Unforgiven                              | William Munny (also directed and produced)                       |
| 1993 | In the Line of Fire                     | Secret Service Agent Frank Horrigan                              |
| 1993 | A Perfect World                         | Chief Red Garnett (also directed)                                |
| 1995 | The Bridges of Madison County           | Robert Kincaid (also directed and produced)                      |
| 1995 | The Stars Fell on Henrietta             | Producer                                                         |
| 1997 | Midnight in the Garden of Good and Evil | Director and producer                                            |
| 1997 | Absolute Power                          | Luther Whitney (also directed and produced)                      |
| 1999 | True Crime                              | Steve Everett (also directed and produced)                       |
| 2000 | Space Cowboys                           | Dr. Frank Corvin (also directed and produced)                    |
| 2002 | Blood Work                              | Terry McCaleb (also directed and produced)                       |
| 2003 | Mystic River                            | Director and producer                                            |
| 2004 | Million Dollar Baby                     | Frankie Dunn (also directed and produced)                        |
| 2006 | Flags of Our Fathers                    | Director and producer                                            |
| 2006 | Letters from Iwo Jima                   | Director and producer                                            |
| 2008 | Changeling                              | Director                                                         |
| 2008 | Gran Torino                             | Walt Kowalski (also directed and produced)                       |

## Giải thưởng và vinh danh

### Đề cử Giải Oscar
- 1992 — Best Actor in a Leading Role — Unforgiven
- 1992 — Best Director — Unforgiven
- 1992 — Best Picture — Unforgiven
- 1995 — Irving G. Thalberg Lifetime Achievement Award
- 2003 — Best Director — Mystic River
- 2003 — Best Picture — Mystic River
- 2004 — Best Actor in a Leading Role — Million Dollar Baby
- 2004 — Best Director — Million Dollar Baby
- 2004 — Best Picture — Million Dollar Baby
- 2006 — Best Director — Letters from Iwo Jima
- 2006 — Best Picture — Letters from Iwo Jima

### Giải thưởng Quả Cầu Vàng
- 1971 — Henrietta Award
- 1988 — Cecil B. DeMille Award
- 1989 — Best Director — Bird
- 1993 — Best Director — Unforgiven
- 1993 — Best Motion Picture Drama — Unforgiven
- 1996 — Best Motion Picture Drama — The Bridges of Madison County
- 2004 — Best Director — Mystic River
- 2004 — Best Motion Picture Drama — Mystic River
- 2005 — Best Original Score — Million Dollar Baby
- 2005 — Best Director — Million Dollar Baby
- 2007 — Best Director — Flags of Our Fathers
- 2007 — Best Director — Letters from Iwo Jima
- 2008 — Best Original Score — Grace is Gone
- 2008 — Best Original Song — Grace is Gone